# Gewinnfunktion
Als Gewinnfunktion (auch Profitfunktion) bezeichnet man in der Mikroökonomik und dort speziell in der Theorie des Unternehmens eine mathematische Funktion, die für einen gegebenen Faktorpreis der Produktionsfaktoren sowie für einen gegebenen Absatzpreis des produzierten Gutes angibt, wie hoch der damit maximal erreichbare Gewinn eines Unternehmens ist.

## Darstellung bei vollständigem Wettbewerb
Man bezeichne mit {\displaystyle y} die von einem Unternehmen produzierte Menge eines Gutes und mit {\displaystyle p} den Verkaufspreis des Gutes, wobei das Gut aus verschiedenen Produktionsfaktoren entsteht. Es sei nun {\displaystyle f(\mathbf {x} )} die zugehörige Produktionsfunktion; dabei handelt es sich um eine reellwertige Funktion, die für einen gegebenen Faktoreinsatz die damit maximal erzielbare Outputmenge ausgibt. {\displaystyle \mathbf {x} =(x_{1},\ldots ,x_{n})} ist dabei der Vektor der Faktoreinsätze ({\displaystyle x_{i}} bezeichnet entsprechend die eingesetzte Menge von Produktionsfaktor {\displaystyle i}). Sei weiter {\displaystyle \mathbf {w} =(w_{1},\ldots ,w_{n})} der Vektor der zugehörigen Faktorpreise ({\displaystyle w_{i}} ist entsprechend der Preis einer Einheit von Produktionsfaktor {\displaystyle i}). Dann ist der damit maximal erreichbare Gewinn der Unternehmung gegeben durch die Gewinnfunktion
{\displaystyle \pi (p,\mathbf {w} )\equiv \max _{(\mathbf {x} ,y)\geq \mathbf {0} }py-\mathbf {w} \cdot \mathbf {x} }   unter der Nebenbedingung {\displaystyle \;f(\mathbf {x} )\geq y}
Es handelt sich bei der Gewinnfunktionen einer Unternehmung folglich um eine Maximalwertfunktion, angewandt auf die Differenz zwischen Erlös und der für deren Produktion anfallenden Faktorkosten unter der Nebenbedingung, dass die Produktivitätsgrenze der Unternehmung eingehalten wird.

## Eigenschaften
Es lässt sich zeigen, dass {\displaystyle \mathbf {\pi } (p,\mathbf {w} )} unter der Voraussetzung, dass die zugrunde liegende Produktionsfunktion {\displaystyle f} stetig, streng monoton steigend und strikt quasikonkav auf dem {\displaystyle \mathbb {R} ^{n}} ist, und dass {\displaystyle f(\mathbf {0} )=0}, unter anderem folgende Eigenschaften erfüllt:
- Monoton steigend in {\displaystyle p}.
- Monoton fallend in {\displaystyle \mathbf {w} }.
- Homogenität vom Grade eins in {\displaystyle (p,\mathbf {w} )}. {\displaystyle \pi (\alpha p,\alpha \mathbf {w} )=\alpha \pi (p,\mathbf {w} )\;\forall p,\mathbf {w} } und {\displaystyle \alpha >0}.
- Konvex in {\displaystyle (p,\mathbf {w} )}.
- Differenzierbar in {\displaystyle (p,\mathbf {w} )} ({\displaystyle p>0}, „{\displaystyle \mathbf {w} >0}“).

## Betriebswirtschaftliches Konzept
Unter der Annahme der Gewinnmaximierung ergibt sich die Gewinnfunktion des Unternehmens in Abhängigkeit zum Absatzvolumen.